# مؤتمر كهرباء الشرق الأوسط
يعد معرض الشرق الأوسط للطاقة، الذي تستضيفه وزارة الطاقة في دولة الإمارات العربية المتحدة ومقره في دبي، الحدث التجاري الدولي الرائد في صناعة الطاقة، ويغطي توليد ونقل وتوزيع الكهرباء وتخزين وإدارة الطاقة وصناعة الإضاءة. يقام الحدث في مركز دبي التجاري العالمي في دولة الإمارات العربية المتحدة. ينظم مركز دبي التجاري العالمي للمعارض، شركة كهرباء الشرق الأوسط بالشراكة مع شركة إلكتريكس في مصر وشركة باور نيجيريا في لاغوس.

## المعرض
يقام المعرض تحت رعاية الشيخ مكتوم بن محمد بن راشد آل مكتوم، نائب حاكم دبي. يشمل العارضون الشركات الصناعية الكبرى والبلديات، مقاولو البناء، الكهرباء تجار التجزئة، الكهروميكانيكيا المقاولون والتجار والموزعون، البلديات، الهيئات الحكومية، النفط والغاز الشركات، وتصنيع المعدات ومنتجي الطاقة وشركات المرافق ومشغلي توليد الكهرباء ومنتجي الطاقة وشركات توليد الكهرباء.
ويتضمن المعرض أيضًا حفل توزيع جوائز - جوائز الشرق الأوسط للطاقة ومجموعة متنوعة من الفرص التعليمية بما في ذلك ورش العمل المهنية والندوات الفنية التي تركز على المنتجات ومؤتمر رفيع المستوى.

## الجوائز
جوائز الشرق الأوسط للكهرباء يقام في ليلة افتتاح الحدث في حفل عشاء ويغطي تسع فئات فردية:
- مشروع الطاقة لهذا العام
- مشروع الإضاءة لهذا العام
- مشروع الطاقة الشمسية لهذا العام
- أفضل ابتكار أو تكنولوجيا لهذا العام
- مشروع الصحة والسلامة والبيئة لهذا العام
- مهندس شاب لهذا العام
- أفضل مرفق للطاقة والمياه للعام
- جائزة أفضل حملة تسويقية (جائزة العارضين)
- أفضل إطلاق منتج في ميدل إيست آي (جائزة العارضين)

## روابط خارجية
- الموقع الرسمي للطاقة في الشرق الأوسط
- الموقع الرسمي لشركة إنفورما للمعارض